# Триша Кришнан
Триша Кришнан (там. திரிசா; англ. Trisha Krishnan; род. 4 мая 1983, Мадрас, Тамилнад, Индия) — индийская актриса и модель.

## Биография
Триша родилась  4 мая 1983 года в городе Мадрас (ныне Ченнаи) в тамилоязычной семье, которая родом из региона Палаккада в штате Керала. Окончила школу Sacred Heart Matriculation, затем получила степень по управлению бизнесом в женском колледже Етхирадже в Ченнае. Сначала она хотела стать психологом-криминалистом и сопротивлялась желанию стать актрисой, поскольку хотела сначала закончить учёбу. Она начала карьеру с модельного бизнеса, снималась в нескольких рекламных роликах. Она также появлялась в клипе исполнителя Фалгуни Патхак «Meri Chunar Udd Udd Jaye». В 1999 году она победила на конкурсе красоты «Miss Salem», затем в том же году она победила в конкурсе красоты Miss Madras. Затем она представляла штат на национальном конкурсе красоты в 2001 году, где она получила награду в номинации «Beautiful Smile».
После успеха на конкурсах красоты, она решила сосредоточиться на карьере актрисы, начала карьеру с эпизодической роли в фильме «Jodi». Её первым проектом стал фильм режиссёра Приядаршана «Lesa Lesa» и «Enakku 20 Unakku 18», но оба фильма были отложены на неопределённый срок и вышли на экраны в 2003 году, но фильм «Mounam Pesiyadhe», где она сыграла в паре с Сурьей Шивакумаром, стал для неё дебютом, фильм имел коммерческий успех, но её озвучивала Савитри Редии.
В 2003 году вышел фильм «Всеми правдами», где она сыграла в паре с Викрамом, фильм имел коммерческий успех.
В 2004 году она дебютировала в телугу-язычном фильме «Дождь», в паре с тогда малоизвестным актёром Прабхасом, фильм имел коммерческий успех. В том же году вышел фильм «Aayutha Ezhuthu» культового режиссёра Мани Ратнама, где она сыграла одну из главных ролей, там же она озвучивала своим голосом впервые, несмотря на положительную оценку, фильм провалился в прокате.
В 2005 году вышел фильм «Nuvvostanante Nenoddantana», где она играла в паре с Сиддхартом, фильм имел коммерческий успех и за эту роль она получила вторую награду Filmfare Award за лучшуюу женскую роль и первую награду Nandi Award.
В 2010 году вышел фильм «Vinnaithaandi Varuvaayaa», в паре с Силамбарасан. Её героиня христианская девушка из народа малаяли Джесси, которая хотела стать актрисой. Фильм имел коммерческий успех.
В том же году она дебютировала в Болливуде в фильме «Подрядчик», в паре с Акшаем Кумаром, но фильм получил статус «средний».
В 2014 году Триша дебютировала в фильме на языке каннада «Power», в паре с популярным актёром в штате Пунитом Раджкумаром, который является ремейком фильма Дерзкий, но в оригинале она не участвовала, но ради съёмок она учила язык каннада, фильм имел коммерческий успех.
В 2016 году вышли несколько фильмов с её участием: фильм ужасов «Aranmanai 2», двуязычный триллер «Nayaki» и «Kodi», в паре с Дханушом, оба из них имели коммерческий успех, второй провалился в прокате. В 2018 году вышли два фильма фильм ужасов Мохини, Hey Jude в котором она дебютировала в кинематографе на малаялам, партнёром которого стал Нивин Пол и 96, где она сыграла подругу детства главного героя в зрелом возрасте, все фильмы имели коммерческий успех, последний из которых имел статус блокбастер.
Сейчас к выпуску готовятся несколько фильмов: «Sathuranga Vettai 2», которая сыграет в паре с Арвиндом Свами, «Garjanai», который станет ремейком хинди-язычного фильма «NH10».

## Личная жизнь
В данный момент Триша живёт в Ченнаи с матерью и бабушкой. Её родной язык тамильский, но она свободно говорит на хинди, английском и французском. В январе 2015 года Триша была помолвлена с бизнесменом Варуном Манияном, но через полгода она сообщила прессе, что они расстались.

## Фильмография
| Год  |   | Русское название           | Оригинальное название                         | Роль               |
| ---- | - | -------------------------- | --------------------------------------------- | ------------------ |
| 2002 | ф |                            | Mounam Pesiyadhe                              | Sandhya            |
| 2003 | ф |                            | Manasellam                                    | Malar              |
| 2003 | ф | Всеми правдами             | Saamy                                         | Bhuvana            |
| 2003 | ф |                            | Lesa Lesa                                     | Bala               |
| 2003 | ф |                            | Alai                                          | Meera              |
| 2003 | ф |                            | Enakku 20 Unakku 18 / Nee Manasu Naaku Telusu | Прити              |
| 2004 | ф | Дождь                      | Varsham                                       | Шайладжа           |
| 2004 | ф | Смельчак                   | Ghilli                                        | Дханалакшми        |
| 2004 | ф |                            | Aaytha Ezhuthu                                | Мира               |
| 2005 | ф |                            | Thirupaachi                                   | Субха              |
| 2005 | ф | Непохищенная невеста 2     | Nuvvostanante Nenoddantana                    | Сири               |
| 2005 | ф |                            | Ji                                            | Бхувана            |
| 2005 | ф | Под прицелом               | Athadu                                        | Пури               |
| 2005 | ф |                            | Allari Bullodu                                | Trisha             |
| 2005 | ф |                            | Aaru                                          | Maha               |
| 2006 | ф |                            | Aadhi                                         | Anjali             |
| 2006 | ф | Пурнами                    | Pournami                                      | Пурнами            |
| 2006 | ф | То, что между нами         | Unakkum Enakkum                               | Кавита             |
| 2006 | ф |                            | Stalin                                        | Читра              |
| 2006 | ф | Солдат                     | Sainikudu                                     | Варалакшми         |
| 2007 | ф | Кто поймёт женщин…         | Aadavari Matalaku Arthale Verule              | Кирти              |
| 2007 | ф |                            | Kireedam                                      | Дивья              |
| 2008 | ф |                            | Krishna                                       | Сандхия            |
| 2008 | ф | Бхима                      | Bheemaa                                       | Чару               |
| 2008 | ф | Курьер                     | Kuruvi                                        | Деви               |
| 2008 | ф | Милашка — Сделано в Ченнаи | Bujjigadu                                     | Читти              |
| 2008 | ф |                            | Abhiyum Naanum                                | Abhi Radha         |
| 2008 | ф |                            | King                                          | Sravani            |
| 2008 | ф |                            | Sarvam                                        | Sandhya            |
| 2009 | ф |                            | Sankham                                       | Mahalakshmi        |
| 2010 | ф |                            | Namo Venkatesa                                | Pooja              |
| 2010 | ф | Дотянуться до неба         | Vinnaithaandi Varuvaayaa                      | Джесси Тхекекутту  |
| 2010 | ф | Подрядчик                  | Khatta Meetha (хинди)                         | Гехна Ганпхуле     |
| 2010 | ф | Стрела Купидона            | Manmadan Ambu                                 | Амбуджакаши (Ниша) |
| 2011 | ф | Праздник любви             | Teen Maar                                     | Мира Шастри        |
| 2011 | ф | Азартная игра              | Mankatha                                      | Санджана           |
| 2012 | ф |                            | Bodyguard                                     | Кирти              |
| 2012 | ф | Сын тигра                  | Dammu                                         | Сатья              |
| 2013 | ф |                            | Samar                                         | Майя               |
| 2013 | ф |                            | Endrendrum Punnagai                           | Прия               |
| 2014 | ф |                            | Power (канн.)                                 | Прашанти           |
| 2015 | ф |                            | Yennai Arindhaal                              | Хеманика           |
| 2015 | ф |                            | Lion                                          | Махалакшми         |
| 2015 | ф |                            | Sakalakala Vallavan                           | Дивья              |
| 2015 | ф |                            | Thoongaa Vanam / Cheekati Rajyam              | Маллика            |
| 2015 | ф |                            | Bhooloham                                     | Синдху             |
| 2016 | ф |                            | Aranmanai 2                                   | Анита              |
| 2016 | ф | Героиня                    | Nayaki / Nayagi                               | Гаятри             |
| 2016 | ф |                            | Kodi                                          | Рудра              |
| 2018 | ф |                            | Mohini                                        | Вайшали / Вайшнави |
| 2018 | ф |                            | Garjanai                                      | Мадху              |
| 2018 | ф |                            | Sathuranga Vettai 2                           |                    |
| 2018 | ф |                            | 1818                                          |                    |
| 2018 | ф |                            | Hey Jude (малаял.)                            | Кристал            |
| 2018 | ф |                            | 96                                            |                    |